# Laird n.º 404
Laird n.º 404 es un municipio rural canadiense situado en la provincia de Saskatchewan.

## Superficie
Laird n.º 404 tiene una superficie de 725,42 km².

## Demografía
En 2021, tenía 1304 habitantes, una densidad poblacional de 1,8 hab./km², y 428 viviendas.